# Undergångens arkitektur
Undergångens arkitektur är en svensk dokumentärfilm om Nazityskland av Peter Cohen från 1989. Filmen är internationellt erkänd som en tankeväckande och välgjord dokumentär om Tyskland under Hitlerregimen.
Undergångens arkitektur belyser sambandet mellan Hitlers estetiska och konstnärliga ideal, hans besatthet av den ”germanska rasens renhet" och idén om Tyskland som ett modernt Romarrike med den destruktiva nazistiska teorin, dess praktik och Hitlertysklands uppgång och fall.